# Indianenvissen
Indianenvissen (Pataecidae) zijn een familie van straalvinnige vissen uit de orde van Schorpioenvisachtigen (Scorpaeniformes).

## Geslachten
- Aetapcus E. O. G. Scott, 1936
- Neopataecus Steindachner, 1884
- Pataecus J. Richardson, 1844